# Roberto Depietri
Roberto Andrés Depietri (Darwin, Río Negro, Argentina; 10 de octubre de 1965 - Bahía Blanca, Buenos Aires, Argentina; 4 de junio de 2021) fue un futbolista argentino. Jugaba como mediocampista ofensivo o enganche y su primer equipo fue Olimpo de Bahía Blanca, club donde también se retiró.
Posteriormente se dedicó a la representación de jugadores, siendo Rodrigo Palacio el más reconocido. Entre 2017 y 2018 fue secretario técnico de Gimnasia y Esgrima La Plata. Un mes después de su salida del Lobo asumió el cargo de mánager en Olimpo de Bahía Blanca.
El 4 de junio de 2021, en Bahía Blanca, falleció a los 55 años, tras ser víctima de Covid-19. Depietri llevaba varios días internado en la terapia intensiva del Hospital Español y, si bien había mostrado una cierta evolución en el cuadro, su salud empeoró hasta el deceso que se produjo esa tarde.

## Trayectoria

### Olimpo
A los 13 años llega a Bahía Blanca, para disputar la Séptima Categoría y, desde allí, hacer todas las divisiones inferiores en Olimpo.
En 1982, con tan solo 16 años, debuta en la Primera del club, en el Torneo Regional 1982, donde pierde la final contra Mariano Moreno de Junín, quedando a un paso del ascenso a la antigua Primera División, en ese entonces llamada Torneo Nacional.
Dos años más tarde, en el Torneo Regional 1984, el Aurinegro se corona campeón y así obtuvo su primer ascenso a la máxima categoría del fútbol argentino.
En la primera experiencia del club en la categoría, en el Torneo Nacional 1984, le marca un gol decisivo a Atlanta, en la victoria por 1-0, lo que le permite a Olimpo finalizar segundo en el Grupo H, debajo de Estudiantes de La Plata, por lo que avanza a la siguiente fase, a eliminación directa, en donde se enfrenta a Newell's Old Boys. La llave termina en un global de 1-1, y luego de convertir su tiro desde los 12 pasos, el Aurinegro queda eliminado en la tanda de penales por 7-5. En dicho torneo, juega todos los encuentros, de lo cuales en 2 partidos fue titular(victoria por 3-2 ante Unión San Vicente y empate por 1-1 frente a Estudiantes de La Plata) y los 6 restantes ingresa desde el banco.
En el Torneo Regional 1985/86, Olimpo gana la primera, segunda y tercera fase, lo que le permite jugar la Final frente a Belgrano de Córdoba. La serie termina con un global de 6-3 a favor de los cordobeses, donde marca un gol tanto en el partido de ida como en el de vuelta. Finaliza el torneo con 10 goles convertidos.
Tras su posición en el Torneo Regional 1985/86, el Aurinegro se clasifica a la segunda fase de la Liguilla pre-Libertadores 1986, en donde se enfrenta a Boca Juniors. El partido de ida se juega en la Bombonera, con un empate por 1-1. En la vuelta, en el Estadio Roberto Carminatti, convierte un gol en el empate por 2-2, que en el tiempo suplementario termina siendo un 3-2 a favor de los xeneizes. Olimpo le dio pelea a uno de los clubes más importante del país, en un torneo que daba la clasificación a la Copa Libertadores. 
En el Torneo del Interior 1986 se enfrenta a 6 equipos de diferentes ligas de la Provincia de Buenos Aires, donde llega a disputar la final contra Douglas Haig de Pergamino, que tras un global de 2-2, Olimpo es derrotado en el partido de desempate y pierda la posibilidad del ascenso a la Primera B Nacional. En este campeonato marca 2 goles.
En el Torneo del Interior 1987/88, el Aurinegro vuelve a quedar a un paso del ascenso, tras perder en la final contra Estación Quequen por un global de 2-1. En este torneo marca 4 tantos.
En el Torneo del Interior 1988/89, Olimpo gana las 2 primeras zonas, lo que lo clasifica al Zonal Sureste, donde en la final derrota a Juventud Alianza por un global de 4-3, sale campeón y, finalmente, consigue el tan ansiado ascenso a la Primera B Nacional. En este torneo fue decisivo en este zonal, donde marca goles en los cuartos de final,  semifinal y en la final. Cierra una excelente campaña siendo el goleador del equipo con 11 tantos, marcando 4 dobletes.
Se va del club siendo considerado para muchos como el mejor jugador surgido de las Inferiores de Olimpo. Luego de defender la camiseta del Aurinegro por 8 años, jugó un total de 184 partidos y convirtió 98 goles (56 en la Liga del Sur), siendo el tercer goleador en la historia del club. Ganó 7 campeonatos consecutivos de la Liga del Sur (de 1982 a 1988). Además, fue campeón del Torneo Regional 1984 y del Torneo del Interior 1988/89. Fue un jugador clave en la década del 80 del Aurinegro, que despegó de su liga local para hacer sus primeros pasos en el fútbol regional y nacional.

### Gimnasia (LP)
Tras sus buenas temporadas en Olimpo, es transferido a Gimnasia y Esgrima La Plata, con José Ramos Delgado como técnico, para disputar la Primera División 1989/90. En dicho torneo, juega 35 de los 38 partidos totales de la temporada y marca 11 goles (fue el goleador de su equipo), de los que se destacan los dobletes a Deportivo Mandiyú y a Deportivo Español, y los tantos a Independiente, Boca Juniors (con victoria por 3-2 en la Bombonera), Talleres de Córdoba y Unión de Santa Fe. El Lobo realiza un campeonato aceptable, finalizado en la séptima posición.
En enero de 1990, en plena pretemporada y en ocasión del centenario del nacimiento del ex primer ministro de la India Jawaharlal Nehru, Gimnasia es invitado a participar de la Copa Nehru, de la que además participaron Olimpia de Paraguay, Lyngby de Dinamarca, la Selección de Zambia, Metalist de Ucrania, entre otros equipos indios. En la copa, luego de derrotar a los ucranianos, Depietri le marca un gol a Zambia en la victoria por 1-0. Luego vencen a un equipo indio y a los daneses, hasta llegar a la final, donde caen derrotados por Olimpia. Además, todo el plantel del Lobo tuvo la oportunidad de conocer y tener una charla con la Madre Teresa de Calcuta.

### Toluca
Luego de su excelente campaña en Gimnasia y Esgrima La Plata, es vendido a Toluca, donde comparte equipo con el argentino Juan Antonio Pizzi.
Debuta en la Copa México 1990/91, donde en la tercera fecha marca su primer gol en México, en la victoria por 4-0 ante Querétaro. En dicha copa, no logra superar la fase de grupos. Luego, en la Primera División de México 1990/91, convierte 7 tantos, de lo que se destacan los goles a Monterrey, Tigres UANL, Chivas, entre otros.
En la Primera División 1991/92 es el goleador de su equipo, marcando 9 goles, de los que resaltan el doblete a Correcaminos de la UAT y los 3 tantos consecutivos a Atlante, Santos Laguna y Necaxa.
En la Primera División 1992/93 convierte 8 goles, de los que de destacan sus tantos a León, Pumas UNAM, Puebla, América, entre otros.
En la Primera División 1993/94 comparte plantel con los argentinos Hernán Cristante y Blas Giunta. En el torneo marca 5 tantos, de los cuales 3 fueron en las últimas 4 fechas de la Fase Regular: a Toros Hidalgo, Chivas y Santos Laguna. En dicha fase, en el grupo 3, Toluca finaliza en la segunda posición, clasificándose a la Fase Final, donde queda eliminado en semifinales por Santos Laguna por un global de 2-1.
En la institución mexicana completó un total de 128 partidos y 30 goles convertidos.

### Talleres (C)
En 1994 vuelve a Argentina a préstamo a Talleres de Córdoba para disputar Primera División 1994/95. En esta temporada, donde tuvo como técnicos a Daniel Willington, Fernando Areán y Roberto Saporiti, el club cordobés pierde la categoría tras terminar último tanto en la tabla de posiciones final como en la tabla de descenso. En su breve estadía en la T, solo juega 11 partidos y no convierte goles.

### Pumas UNAM
En 1995 regresa a México para disputar la Primera División 1995/96 con Pumas UNAM, donde es dirigido por Ricardo Ferretti. En el club completa 21 partidos y marca 6 goles, de los que se destacan los tantos que contribuyeron a las victorias frente a Puebla, Santos Laguna y León.
Al finalizar la temporada, tras algunas lesiones, consideró el retiro y no consiguió club en el fútbol mexicano.

### Unión (SF)
En 1996 vuelve nuevamente a Argentina, en este caso a Unión de Santa Fe, con Carlos Trullet como técnico. Allí solo juega la mitad de la temporada de la Primera División 1996/97, donde disputa solamente 2 partidos. Luego de desvincularse con el club, decide retirarse del fútbol.

### Retiro en Olimpo
Seis meses más tarde de la decisión de dejar el fútbol, en 1997 retorna nuevamente a Olimpo de Bahía Blanca para retirarse en el club que lo formó. En ese momento no se encontraba bien físicamente, por lo que solo pudo disputar unos 40 minutos en el empate por 1-1 ante Godoy Cruz de Mendoza en la Primera B Nacional 1997/98. Allí finalmente define su retiro oficial del fútbol.

## Clubes
| Club                        | País                | Año                 | PJ  | G   |
| --------------------------- | ------------------- | ------------------- | --- | --- |
| Olimpo de Bahía Blanca      | Argentina           | 1982-1989           | 184 | 98  |
| Gimnasia y Esgrima La Plata | Argentina           | 1989-1990           | 35  | 11  |
| Toluca                      | México              | 1990-1994           | 118 | 30  |
| Talleres de Córdoba         | Argentina           | 1994-1995           | 11  | 0   |
| Pumas UNAM                  | México              | 1995-1996           | 21  | 6   |
| Unión de Santa Fe           | Argentina           | 1996                | 2   | 0   |
| Olimpo de Bahía Blanca      | Argentina           | 1997                | 1   | 0   |
| Total en su carrera         | Total en su carrera | Total en su carrera | 372 | 145 |

## Palmarés
| Título              | Club                   | País      | Año  |
| ------------------- | ---------------------- | --------- | ---- |
| Liga del Sur        | Olimpo de Bahía Blanca | Argentina | 1982 |
| Liga del Sur        | Olimpo de Bahía Blanca | Argentina | 1983 |
| Torneo Regional     | Olimpo de Bahía Blanca | Argentina | 1984 |
| Liga del Sur        | Olimpo de Bahía Blanca | Argentina | 1984 |
| Liga del Sur        | Olimpo de Bahía Blanca | Argentina | 1985 |
| Liga del Sur        | Olimpo de Bahía Blanca | Argentina | 1986 |
| Liga del Sur        | Olimpo de Bahía Blanca | Argentina | 1987 |
| Liga del Sur        | Olimpo de Bahía Blanca | Argentina | 1988 |
| Torneo del Interior | Olimpo de Bahía Blanca | Argentina | 1989 |